# Jurassic Park III: Island Attack
Jurassic Park III: Island Attack (conocido en Japón como Jurassic Park III: Advanced Action y en Europa como Jurassic Park III: Dino Attack), es un videojuego de acción-aventura para Game Boy Advance basado en la película Parque Jurásico III. Fue desarrollado por Mobile21 y publicado por Konami en agosto de 2001, en Japón, y luego en América y Europa.
- Datos: Q6314922